# Oulocrepis dissimilis
Oulocrepis dissimilis – pasożyt należący obecnie do Phthiraptera, według dawnej systematyki należał do wszołów. Jest pasożytem kury domowej.
Samiec długości 2,0 mm, samica 2,5 mm. Bytują na całym ciele w piórach, z upodobaniem grzbietu i piersi. Występuje na terenie Europy, spotykany również w Ameryce Północnej.